# 吴权清
吴权清，网名茄子，是中国广东省茂名市的一名《反恐精英：全球攻势》职业电子竞技选手兼斗鱼直播平台的网络主播。

## 生平
吴权清在读小学时，在网吧接触了游戏《反恐精英》并对其感兴趣，常与弟弟吴辉一起到网吧游玩，但家人对此持反对态度。初中毕业后，吴权清没有继续读高中，而是希望能够成为一名职业电子竞技选手。2012年，他所在的ZiNTHAI战队晋级世界电子竞技大赛的总决赛。2013年，他加入Nface战队，在当年的ECL电子竞技冠军联赛总决赛中战胜吴辉所属的天禄电子竞技俱乐部，后应邀加入天禄电子竞技俱乐部，但不久后因为与队员的矛盾冲突而和吴辉一起退出，转而组建POW战队，并在2014年的电子竞技世界杯中晋级代表中国与其他国家和地区的队伍比赛。2015年，他和吴辉又重新加入天禄电子竞技俱乐部。
2016年1月，吴权清所在的天禄电子竞技俱乐部参加IEM英特爾極限高手盃台北站，但在比赛前IEM英特爾極限高手盃发布公告，称经调查发现吴权清在2013年使用的一个游戏帐号有被維爾福反作弊系統封禁的记录，故取消天禄电子竞技俱乐部整队的参赛资格。对此天禄电子竞技俱乐部解释当时中国大陆要获取一个《反恐精英：全球攻势》的帐号比较困难，所以吴权清和别人共用了帐号。在这件事发生后，吴权清退出了天禄电子竞技俱乐部，他也因此无法参加大部分的职业比赛，只能转型当一名网络游戏主播。
2018年年中，吴权清的直播开始吸引不少粉丝。在直播中，他的一些口头禅和动作因为比较有特色而成为一种网络文化，如其在直播过程中喝完汤用窗帘代替纸巾擦嘴，用带有茂名粤语口音的普通话说「我屌你妈的」（常被缩写为WDNMD）、「我起了，一枪秒了」等。
2018年10月31日，吴权清的Steam帐号被監管系统封禁。对此，有不少网友指责吴权清作弊，不过也有人相信吴权清没有作弊。
2018年11月1日，他的帐号被证实是判定错误而被解封。
2019年1月29日，吴权清举行婚礼，#茄子结婚#这个话题也登上当天新浪微博的热搜榜。天禄战队的官方微博发文对吴权清的婚礼表示祝贺，他的粉丝则模仿他的语气在微博下方留言送上祝福。
2019年4月23日，游戏外设制造公司Mad Catz旗下的音频硬件厂商TRITTON与吴权清合作，为其提供游戏直播所使用的音频设备。4月26日晚上7点，吴权清首次在斗鱼平台9418直播间上直播游玩《絕對武力：全球攻勢》，斗鱼官方微博帐号在新浪微博上以主题标签#全民茄化#发起收集吴权清表情包的活动。